# Hogna suprenans
Hogna suprenans là một loài nhện trong họ Lycosidae.
Loài này thuộc chi Hogna. Hogna suprenans được Ralph Vary Chamberlin miêu tả năm 1924.